# Lee Gi-kwang
Lee Gi-kwang (이기광?, 李起光?, I Gi-gwangLR, Yi KigwangMR; Gwangju, 30 marzo 1990) è un cantante, attore, ballerino, compositore, produttore discografico, doppiatore e conduttore televisivo sudcoreano, membro del gruppo musicale Highlight (precedentemente noti come Beast).

## Biografia
Lee Gi-Kwang (hangul: 이기광) è nato a Naju il 30 marzo 1990. Sin da giovane mostra un particolare interesse per i balli hip hop e si avvicina alla musica. Ispirato molto da Rain, sogna di diventare un cantante. La famiglia inizialmente non è d'accordo con la sua scelta di diventare un idol, ma dopo aver passato un provino per una nota casa discografica si convincono e comincia così la sua carriera nel mondo dello spettacolo, dapprima facendo un paio di anni di gavetta (training).

### Carriera e debutto: AJ
Gikwang divenne quindi un trainee alla JYP dove rimane per ben quattro anni prima di essere eliminato. Nel frattempo, il presidente della Cube Entertainment, Hong Seung Sung, sorpreso dal suo talento, gli chiede di passare alla sua agenzia senza nemmeno dover fare l'audizione. Il 2 aprile 2009 debutta con il nome di AJ (Ace Junior), realizzando il mini album First Episode: A New Hero che uscirà il 4 aprile 2009. Il 17 giugno dello stesso anno, AJ apre lo showcase di Lady Gaga in Corea.
Durante il periodo di attività come idol, frequenta la Dongshin University di Naju.

### Carriera: BEAST
Pochi mesi più tardi la Cube Entertainment annuncia ufficialmente la nascita del suo primo gruppo maschile: B2ST (비스트) formato da sei membri, di cui Gikwang è il primo membro ufficiale e di cui poi diverrà primo ballerino e visual. Il debutto avviene il 16 ottobre 2009 ed a partire dallo stesso anno, Gikwang comincia anche la sua carriera di attore, ottenendo inizialmente piccoli ruoli in alcuni drama. Col passare del tempo, grazie al suo talento, riceverà molte critiche positive e premi che gli faranno poi ottenere anche ruoli da protagonista. Reciterà anche in un film (film drama) intitolato My Friend Is Still Alive e verrà anche scelto per doppiare il ruolo di Ricky nel film d'animazione Sammy Adventures 2. Nel 2010 è invece alle prese con la prima esperienza come conduttore televisivo e appare in moltissimi tv show, sia individualmente che insieme al gruppo. Inizierà a sponsorizzare e a girare pubblicità per vari prodotti, e a posare per varie riviste sportive e di moda. La carriera musicale va a gonfie vele ed insieme agli altri membri ottiene moltissimo successo. Collaborerà con vari artisti cantando e scrivendo canzoni ed apparirà nei video musicali di molti idol e gruppi kpop. Nel marzo 2015 verrà scelto per posare in un servizio fotografico per la rivista Men's Health. Sempre nello stesso anno, insieme al suo gruppo, creano una loro label giapponese indipendente, la BEAST MUSIC, di cui diventano i CEO, dove scriveranno e canteranno canzoni rigorosamente in lingua giapponese e che li porterà ad una serie di concerti nel paese nipponico con il Guess Who tour, il tutto per la sola durata di un anno. BEAST rimangono con la formazione originale fino all'aprile del 2016, dopo che uno dei membri lascia il gruppo. Qualche mese dopo sponsorizzeranno una linea di gioielli in collaborazione per Javisi Jewelry. Gikwang e gli altri quattro rispetteranno il contratto e rimarranno nell'agenzia fino all'ottobre 2016, dove realizzeranno il loro ultimo album Highlight, primo lavoro senza uno dei membri. Poco dopo annunceranno la loro dipartita dalla casa discografica per fondarne una loro.

### Carriera: Highlight
Nel frattempo Gikwang insieme al gruppo continua la carriera musicale esibendosi e partecipando a vari eventi ed organizzando persino un fanmeeting, 777 Party, inizialmente presentandosi semplicemente con i loro nomi (Yoon - Yong - Yang - Lee - Son), non potendo più usare il nome del gruppo per motivi di copyright. Poco dopo dichiarano ufficialmente la fondazione dell'agenzia Around Us Entertainment, di cui sono i CEO. Nel febbraio 2017 insieme agli altri membri, Gikwang annuncia il nuovo nome del gruppo: Highlight. Nell'aprile dello stesso anno debutteranno con il loro primo mini album Can You Feel It?, di cui faranno una ri-edizione a giugno con Calling You, che gli porterà tanti riconoscimenti e vittorie.
Il 4 settembre 2017 Gikwang pubblica a distanza di otto anni, il suo secondo lavoro come solista, ONE, con l'uscita della title track I Know What You Like. Mentre il 16 ottobre, in occasione dell'ottavo anniversario dei BEAST, pubblicheranno il secondo mini album Celebrate.
Nel 2016 viene nominato capitano della squadra di calcio FC Men, nella quale gioca dal 2011 con la maglia numero 10.
Nel 2017 viene eletto al primo posto nella classifica dei visi maschili più belli del 2016 in Asia, da una nota rivista di Hong Kong, I-Magazine Fashion Face Awards.
Nel 2018 viene eletto per la seconda volta, al primo posto della classifica dei visi maschili più belli del 2017 in Asia, sempre da I-Magazine Fashion Face Awards.
Il 20 novembre 2018, insieme con gli Highlight pubblicheranno lo special album Outro, primo ed unico album fatto da soli 4 membri (causa arruolamento del leader) ed ultimo album prima dei due anni di pausa obbligata per il servizio militare.
Il 18 marzo 2019 realizza il suo primo digital album da solista, [ I ], con l'uscita del video della title track D.C.Y.E. acronimico di Don't Close Your Eyes.
Il 10 aprile 2019 registra l'audiobook di Winnie The Pooh in lingua coreana.
Il 18 aprile 2019 si arruola nell'esercito sudcoreano.

## Discografia

### Come cantante
Di seguito le opere di Lee Gi-kwang come solista.

### Singoli
- 2009 – 2009 (feat. Hyuna)
- 2010 – Love Is Pathetic (feat. An Jin-kyoung)
- 2011 – Break Up (feat. Brave Brothers & ElectroBoyz)
- 2017 – Trick (feat. Lil Boi)
- 2017 – Dreaming (feat. Luizy)

### EP
- 2009 – First Episode: A New Hero (Cube Entertainment) → con lo pseudonimo di AJ
- 2017 – One (Around Us Entertainment)
- 2019 – [ I ] (Around Us Entertainment)

### Come autore
- 2009 – Beast Is The B2ST (BEAST testo) feat. BEAST
- 2009 – Bad Girl (BEAST testo) feat. BEAST
- 2010 – Let It Snow (BEAST testo) feat. Jang Hyunseung
- 2013 – Why (BtoB testo)
- 2014 – History (BEAST testo & musica)
- 2014 – So Hot (BEAST testo & musica)
- 2015 – Oh Honey (BEAST testo & musica)
- 2016 – Curious (BEAST testo & musica)
- 2016 – Lullaby (BEAST testo & musica)
- 2016 – Baby It's You (BEAST testo & musica)
- 2016 – Dare You (testo & musica)
- 2017 – Dangerous (Highlight testo & musica)
- 2017 – One (testo & musica)
- 2017 – Oh Hey Yeah (testo & musica)
- 2017 – Dreaming (testo & musica) feat. Luizy
- 2017 – Look At Me Now (testo & musica)
- 2017 – Only U (testo & musica)
- 2017 – Love Like This (Highlight testo & musica)
- 2018 – Music Up (testo & musica) feat. Rainz
- 2019 – Don't Close Your Eyes (musica & arrangiamento) feat. Kid Milli
- 2019 – Lonely (testo, musica & arrangiamento) feat. Jiselle
- 2019 – Mood (testo & musica)
- 2019 – Missing You (testo & musica)

## Filmografia

### Cinema
- Sammy 2 - La grande fuga (Sammy's avonturen 2), regia di Vincent Kesteloot e Ben Stassen (2012) – doppiaggio coreano

### Televisione
- Jibung tturko high kick! (지붕 뚫고 하이킥!) – serie TV (2009-2010)
- My Princess – serie TV (2011)
- Nado, kkot! – serie TV (2011)
- My Friend Is Still Alive, regia di Lee Eung-bok – drama film TV (2013)
- Mrs. Cop – serie TV (2015)
- Monster – serie TV (2016)
- Cirle: Two Worlds Connected – serie TV (2017)
- Lovely, Horribly – serie TV (2018)
- Vuoi sposare mio marito? (내 남편과 결혼해줘?, Nae nampyeon-gwa gyeolhonhaejwoLR) – serie TV (2024)

## Videografia
Oltre ai due video Dancing Shoes e Wipe The Tears interpretati come AJ, a quelli dei BEAST e degli Highlight, Lee Gi-kwang è apparso anche nei videoclip di altri artisti:
- 2010 - "Present" di K.Will
- 2011 - "Midnight Circus" delle Sunny Hill
- 2011 - "I Don't Know" delle Apink
- 2012 - "Heaven" di Ailee

## Riconoscimenti
Oltre a quelli vinti con i BEAST e gli Highlight, Gi-kwang ha vinto anche i seguenti premi:
| Anno | Premio                             | Categoria            | Opera nominata | Risultato       |
| ---- | ---------------------------------- | -------------------- | -------------- | --------------- |
| 2010 | MBC Entertainment Awards           | Premio Popolarità    | Hot Brothers   | Vincitore/trice |
| 2011 | MBC Drama Awards                   | Miglior Nuovo Attore | My Princess    | Vincitore/trice |
| 2016 | I-MAGAZINE Fashion Face Award Year | Asian Male           |                | Vincitore/trice |
| 2017 | I-MAGAZINE Fashion Face Award Year | Asian Male           |                | Vincitore/trice |